# Corinne Coman
Corinne Coman (Sainte-Anne, 1º gennaio 1983) è una modella francese, vincitrice del titolo di Miss Francia 2003, in rappresentanza del Guadalupa.

## Biografia
In seguito la Coman è ritornata a vivere nella sua città natale per terminare gli studi. Successivamente è diventata ambasciatrice del turismo per il Guadalupa, testimonial per le campagne pubblicitarie di vari prodotti di bellezza ed ha anche curato una rubrica per la rivista TV de l'île.
Dal 2007 si è trasferita a Parigi ed è entrata a far parte del consiglio di amministrazione del Comitato Miss France.